# Tim Commerford

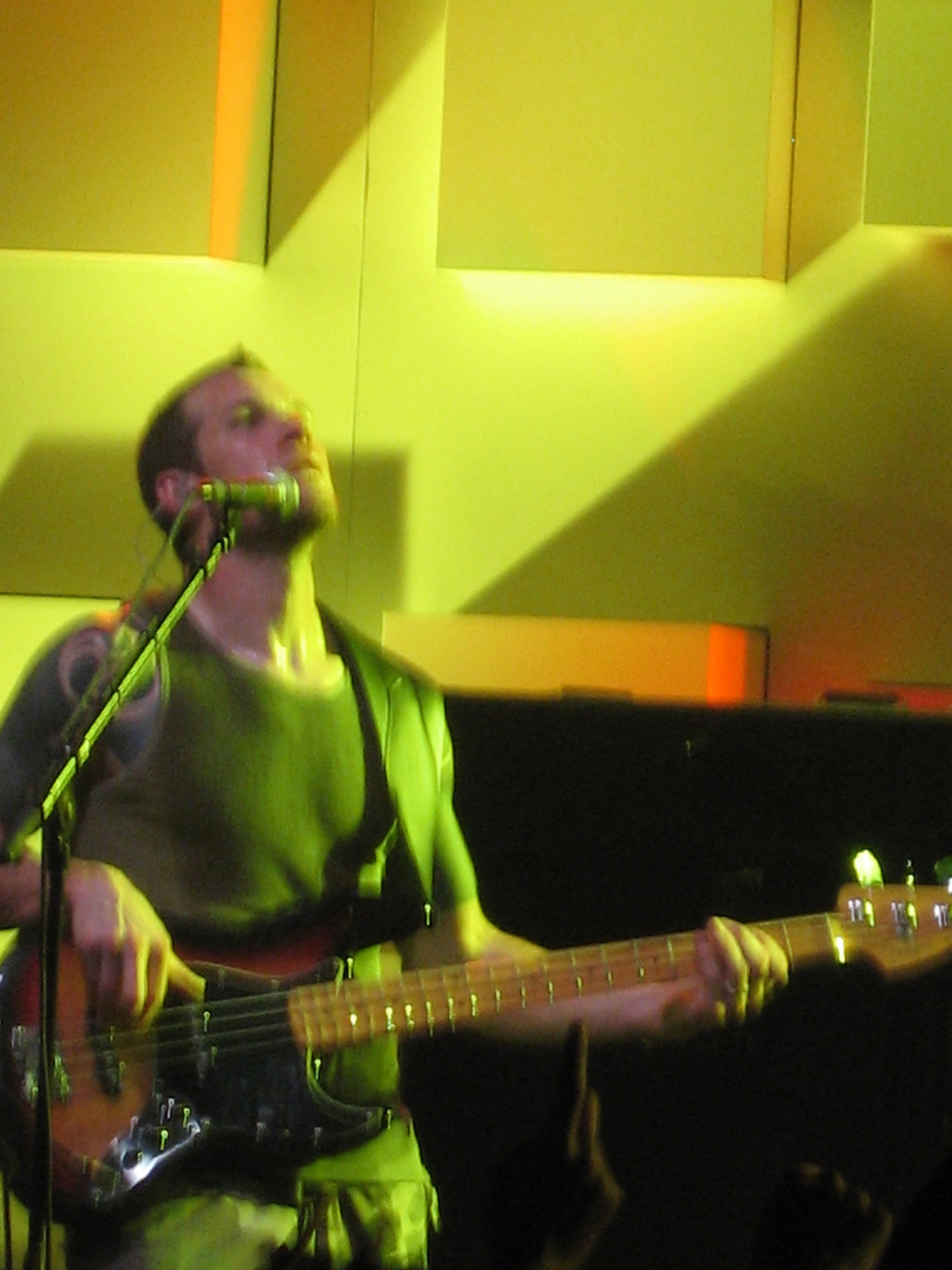
Tim Commerford på jazzfestivalen i Montreux 2005.

Tim Commerford, född 26 februari 1968 i Irvine, Kalifornien, är en amerikansk basist, känd som medlem i rockbanden Rage Against the Machine och Audioslave.
Commerford inledde sin karriär i det vänsterpolitiska rapmetalbandet Rage Against the Machine som splittrades 2001. Därefter bildade han, tillsammans med gitarristen Tom Morello och trummisen Brad Wilk samt den tidigare Soundgardensångaren Chris Cornell, bandet Audioslave, som mellan 2002 och 2006 gav ut tre album. Sedan 2007 spelar han återigen med Rage Against the Machine.
Commerford har en mörkblå tatuering som täcker 65 procent av hans kropp.